# Drymonia candida
Drymonia candida är en tvåhjärtbladig växtart som beskrevs av Johannes von Hanstein. Drymonia candida ingår i släktet Drymonia och familjen Gesneriaceae. Inga underarter finns listade i Catalogue of Life.